# Glen Hill
Glen Hill (* 20. Jahrhundert) ist ein US-amerikanischer Filmschaffender, der erstmals 1985 in verschiedenen Episoden der animierten Abenteuerserie G.I. Joe auf sich aufmerksam machte.

## Biografie
Erstmals trat Hill 1984 als Storyboard-Künstler für die Fernsehserie Heathcliff und Riff Raff in Erscheinung, ebenso wie im Zeitraum 1984/1985 für 65 Folgen der animierten Fernsehserie He-Man – Im Tal der Macht. 1985 war er als Regisseur für sechs Folgen der Zeichentrickserie Mister T verantwortlich und als Storyboard-Künstler für 55 Folgen der Animationsserie G.I. Joe. G.I. Joe ist der Name der ersten Action-Figur und der daraus folgenden ersten Action-Figuren-Serie. Im darauffolgenden Jahr war Hill für 65 Episoden der animierten komödiantischen Abenteuerserie Ghostbusters als Storyboard-Künstler tätig. Von 1986 bis 1987 war er in derselben Funktion für die animierte Familien-Fernsehserie My Little Pony ’n Friends in 61 Folgen verantwortlicher Storyboard-Künstler sowie von 1985 bis 1987 gleichfalls für die Animations-Actionserie She-Ra – Prinzessin der Macht. Nahtlos schloss sich daran Hills Beschäftigung in weiteren Animationsserien in den folgenden Jahren an.
Im Jahr 1990 arbeitete Hill an einer Episode der Zeichentrickserie Tiny Toon Abenteuer mit und 1991 an acht Folgen der Zeichentrickserie Widget – Der kleine Wächter sowie von 1991 bis 1992 an zwölf Episoden der von Ted Turner erfundenen Zeichentrickserie Captain Planet. Acht Folgen der Comicverfilmung The Addams Family standen 1993 auf Hills Programm, ebenso wie 13 Episoden der komödiantischen Familien-Animationsserie Wild West C.O.W.-Boys of Moo Mesa, für die Hill als Produzent fungierte. Drei Folgen der Animations-Abenteuerserie Der unbesiegbare Iron Man wurden 1994 von Hill produziert. Hot Rod Dogs & Cool Car Cats ist eine animierte Serie, der sich Hill 1996 in sieben Episoden widmete. Im darauffolgenden Jahr standen die Fernsehserien Extreme Ghostbusters (9 Folgen) und Der Prinz von Atlantis (1 Folge), eine britisch-französische Produktion, in Hills Terminkalender. Für eine Folge der Zeichentrick-Science-Fiction-Fernsehserie Men in Black: Die Serie war Hill 1999 als Storyboard-Künstler tätig. In den Jahren 1998/1999 wirkte er als künstlerischer Koordinator an vierzig Folgen der Action-Zeichentrickserie RoboCop: Alpha Commando mit. Von 1996 bis 2000 produzierte er 32 Episoden der animierten Familien-Fantasyserie Adventures from the Book of Virtues.
Im Jahr 2000 produzierte Hill den animierten Weihnachtsfilm Die Abenteuer von Santa Claus und übernahm auch die Regie. Bei drei Folgen der Zeichentrickserie Family Guy trat Hill von 2000 bis 2001 abermals als Regisseur in Erscheinung. Die letzte für ihn gelistete Arbeit ist die des Storyboard-Künstlers in eine Episode der Walt Disney Company-Zeichentrickserie Higglystadt Helden von 2005. Die Serie hat sich zum Ziel gesetzt, Kindern die Berufe Einzelner und deren Bedeutung für die Gesellschaft nahezubringen.

## Filmografie (Auswahl)
– wenn nicht anders angegeben, als Storyboard-Künstler –
- 1984: Heathcliff und Riff Raff
- 1984, 1985: He-Man – Im Tal der Macht (Fernsehserie, 65 Folgen)
- 1985: Mister T (Fernsehserie, 6 Folgen)
- 1985–1987: She-Ra – Prinzessin der Macht
- 1986, 1987: My Little Pony’n Friends (Fernsehserie, 61 Folgen)
- 1987, 1988: Bravestarr (Fernsehserie, 65 Folgen)
- 1989: Captain N – Der Game Master (Fernsehserie, 13 Folgen)
- 1990: Tiny Toon Abenteuer (Fernsehserie, Folge Life in the 90’s)
- 1991: Widget – Der kleine Wächter (Widget, the World Watcher, Fernsehserie, 8 Folgen)
- 1991, 1992: Captain Planet (Fernsehserie, 12 Folgen)
- 1993: Wild West C.O.W.-Boys of Moo Mesa (Fernsehserie, Folge Circus Daze)
- 1993: The Addams Family (Fernsehserie, 8 Folgen)
- 1994: Der unbesiegbare Iron Man (Fernsehserie, 3 Folgen; Produzent)
- 1996: Hot Rod Dogs & Cool Car Cats (Fernsehserie, 7 Folgen)
- 1996–2000: Adventures from the Book of Virtues (Fernsehserie, 32 Folgen; Produzent)
- 1997: Extreme Ghostbusters (Fernsehserie, 9 Folgen)
- 1997: The Prince of Atlantis (Fernsehserie, Folge Checkmate)
- 1999: Men in Black: Die Serie (Fernsehserie, 40 Folgen)
- 1999: RoboCop: Alpha Commando (Fernsehserie, 40 Folgen)
- 2000: Die Abenteuer von Santa Claus (The Life & Adventures of Santa Claus; Regie, Produzent)
- 2000, 2001: Family Guy (Fernsehserie, 3 Folgen; Regie)
- 2005: Higglystadt Helden (Fernsehserie, Folge Wayne’s Day Out)